# Daniel (Purtsuklis)
Daniel, imię świeckie Dionisios Purtsuklis (ur. 19 września 1952 w Nea Manolada) – duchowny Greckiego Kościoła Prawosławnego, od 2000 metropolita Kiesariani, Wyronu i Hymetu.

## Życiorys
Święcenia diakonatu przyjął 29 grudnia 1974, a prezbiteratu 11 marca 1979. Chirotonię biskupią otrzymał 22 stycznia 2000.